# Leonnates nipponicus
Leonnates nipponicus är en ringmaskart som beskrevs av Imajima 1972. Leonnates nipponicus ingår i släktet Leonnates och familjen Nereididae. Inga underarter finns listade i Catalogue of Life.